# Johann Bachstrom
Jan Fryderyk Bachstrom (ur. 24 grudnia 1688 lub 1686 koło Rawicza, zm. w czerwcu 1742 w Nieświeżu) – pisarz, uczony i teolog luterański. Odkrywca przyczyny powstawania szkorbutu oraz pomysłodawca kamizelki ratunkowej.

## Życie
Syn Heinricha Bachstroma, złotnika lub fryzjera z okolic Rawicza. We wrocławskim gimnazjum św. Elżbiety jego nauczycielem był Caspar Neumann. Od 1708 studiował teologię w Halle a od 1710 w Jenie u Buddeusa. Szukał zatrudnienia w Strupinie jako kaznodzieja, ale odmówiono mu z racji wątpliwości co do jego ortodoksji. W 1717 został lektorem języka polskiego w Gimnazjum Akademickim w Toruniu. Został wygnany z miasta po nieortodoksyjnym kazaniu, które wywołało zamieszanie. Przeniósł się do Węgrowa, wówczas ważnego ośrodka reformacji w Polsce, gdzie pełnił jednocześnie obowiązki pastora i lekarza. W 1723 roku doktoryzował się z medycyny w Kopenhadze pracą o kołtunie. W 1729 przebywał w Konstantynopolu, gdzie prowadził drukarnię. Podjął próbę tłumaczenia Biblii na osmański, co doprowadziło do kontrowersji i musiał uciekać z miasta. W 1733 przebywał w Londynie, następnie przez kilka lat w niederladzkiej Lejdzie. Od 1737 był lekarzem na dworze Anny Radziwiłł. Później prowadził hutę szkła w Słucku należącą do jej syna, księcia Hieronima Radziwiłła. Usiłował tam skopiować miśnieńską technologię produkcji porcelany. W 1742 został oskarżony o zdradę – wg źródeł protestanckich prawdopodobnie pod wpływem jezuitów, z którymi był skonfliktowany od czasu zaangażowania w obronie skazanych w tzw. tumulcie toruńskim – i uwięziony. Zmarł w więzieniu w niejasnych okolicznościach.

## Działalność i poglądy
Zajmował się teologią, medycyną, fizyką i geologią. Odwiedził i opisał kopalnie na Śląsku. Podróżował po Rudawach i Karkonoszach. Wiele z jego ówczesnych twierdzeń wyprzedzało epokę. Na podstawie doświadczeń z nauczaniem swych córek postulował, że kobiety powinny mieć możliwość kształcenia medycznego, jednak jego córki nie zostały dopuszczone do studiów medycznych w Lipsku i Halle. W dziele poświęconym marynistyce postulował, że marynarze powinni uczyć się pływać zanim wypłyną w morze . Opisał także zaprojektowaną przez siebie kamizelkę ratunkową z korka.
Najbardziej znany jest z propagowania świeżych owoców i warzyw do zwalczania szkorbutu . Jego „Observationes circa scorbutum” z 1734 wyprzedzała o 13 lat przełomowy eksperyment Jamesa Linda. Jego tezy nie spotkały się z odzewem, ponieważ nie pasowały do dominującego wówczas całościowego spojrzenia w medycynie, która szukała wyjaśnienia przyczyn wszystkich schorzeń przez jedną teorię i wyleczenia ich jedną metodą.
W 1736 anonimowo opublikował „Inqviraner”, utopijną powieść opisującą społeczeństwo założone przez rozbitków, w którym istniała całkowita wolność religijna, w pobliżu nienazwanego północnoafrykańskiego łańcucha górskiego . Zawarł w niej własne przeżycia z Konstantynopola oraz wątki z innych powieści tamtych czasów jak Listy perskie Monteskiusza i Robinson Crusoe.

## Dzieła
Wybrane dzieła Jana Fryderyka Bachstroma w kolejności chronologicznej:
- Die Liebreiche Vereinigung der drey Haupt-Religionen des Heil. Röm. Reichs, Wie solche allgemach oder Stückweise fürzunehmen sey : Vorjetzo in dem eintzigen Haupt-Artickel vom Heiligen. Friedensburg: 1731. (niem.).
- Observationes circa scorbutum, ejusque indolem, causas, signa et curam, institutæ, eorum præprimis in usum, qui Groenlandiam & Indiam Orientis petunt. Lugduni Batavorum : Apud Conradum Wishoff, 1734. (łac.).
- Das bey zwey hundert jahr lang unbekannte, nunmehro aber entdeckte vortreffliche land der Inqviraner … nach allen seinen sitten, gebrauchen, ordnungen, Gottesdienst, wissenschafften, kunsten, vortheilen und einrichtung umstandlich beschrieben, und dem gemeinem wesen zum besten mitgetheilet. Wrocław: 1736. (niem.).
- L'Art de Nager, ou Invention à l'aide de laquelle on peut toujours se sauver du Naufrage; &, en cas de besoin, fair passer les plus larges Rivières à les Armées entières. Amsterdam: Zacharie Chatelain, 1741. (fr.).

## Upamiętnienie
Od 1971 roku jego imię nosi szczyt na południowozachodnim wybrzeżu Półwyspu Antarktycznego.